# Xingu (bière)
Pour les articles homonymes, voir xingu.
Xingu est une marque de bière brésilienne créée en 1988.

## Présentation
C'est une bière très sombre avec un goût doux. Son taux d'alcool est de 4,4 %. Le nom Xingu provient du peuple Xingu qui vit le long du Rio Xingu, dans l'état fédéral du Mato Grosso.